# Tocumen
Koordinaten: 9° 5′ N, 79° 23′ W

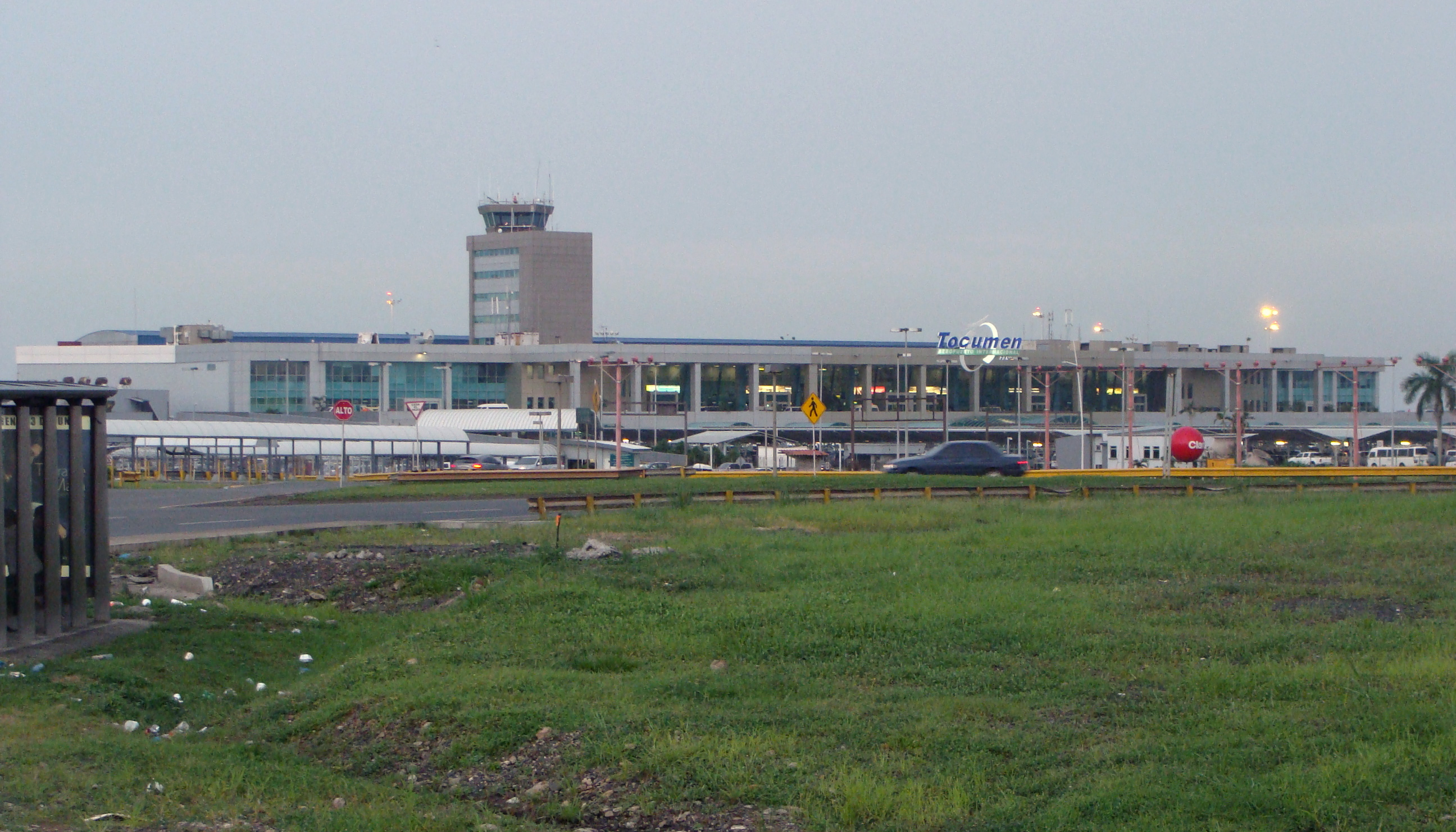
Flughafen Panama bei Tocumen

Tocumen ist eine Stadt in der mittelamerikanischen Republik Panama. Tocumen ist nach Panama-Stadt und San Miguelito die drittgrößte Stadt des Landes. Die Einwohnerzahl beträgt 98.690 (2008). Hier liegt der internationale Flughafen, der durch eine Autobahn mit der Stadt verbunden ist.
Die Stadt liegt nahe dem Golf von Panama in der Küstenebene rund 20 km nordöstlich der Hauptstadt an der Straße von Panama-Stadt und San Miguelito nach Chepo. Der Bau des Flughafens im Jahre 1947 trug zur Entwicklung des bis dahin eher unbedeutenden Ortes bei; der heutige Terminal stammt aus dem Jahre 1978. Am 2. Juli 2004 kam es am Flughafen zu einer Flugzeugkatastrophe, die 6 Todesopfer kostete.
Trotz der Industrieansiedlungen im Umfeld des Flughafens Panama–Tocumen ist die Stadt bis heute durch weit verbreitete Armut gekennzeichnet, sodass es sich bei Tocumen um eine der für Lateinamerika typischen, dicht besiedelten Vorort-Slum-Siedlungen handelt. Auch die Kriminalitätsrate ist in dieser zona roja überdurchschnittlich hoch.